# Apalharpactes
Apalharpactes és un gènere d'ocells de la família dels trogònids (Trogonidae). Aquests trogons habiten a la selva humida de Java i Sumatra.

## Taxonomia
Segons la classificiació del Congrés Ornitològic Internacional (versió 2.5, 2010) aquest gènere conté dues espècies:
- Trogon de Java (Apalharpactes reinwardtii).
- Trogon de Sumatra (Apalharpactes mackloti).

Aquestes dues espècies eren incloses al gènere Harpactes.